# Vincas Krėvė-Mickevičius
Vincas Krėvė-Mickevičius, pseudonimo di Vincas Mickevičius (Subartonyse, 1882 – Broomall, 1954), è stato uno scrittore lituano.
Insegnante a Vilnius, nel 1947 emigrò negli USA, dove ottenne la cattedra all'università della Pennsylvania.

## Opere
- Šarūnas, Dainavos kunigaikštis (Šarūnas, Duke of Dainava), 1911
- Dainavos šalies senų žmonių padavimai (Old people's myths from the land of Dainava), 1912
- Žentas (Son-in-law), 1922
- 'Šiaudinėj pastogėj (Under the thatched roof), 1922
- Skirgaila (Skirgaila), 1922
- Dainavos krašto liaudies dainos (Folk Songs of Dainava Region), 1924
- Likimo keliais (Along the Paths of Destiny), 1926-1929
- Rytų pasakos (Tales of the Orient), 1930
- Sparnuočiai liaudies padavimuose (Winged creatures in the folklore myths), 1933
- Karaliaus Mindaugo mirtis (The death of King Mindaugas), 1935
- Patarlės ir priežodžiai, 1934–37
- Raganius (He-witch), 1939
- Miglose (In the mists), 1940
- Dangaus ir žemės sūnūs (Sons of Heaven and Earth), 1949